# Malthinus jordanicus
Malthinus jordanicus is een keversoort uit de familie soldaatjes (Cantharidae). De wetenschappelijke naam van de soort werd in 1974 gepubliceerd door Wittmer.